# Jos van den Berg
Josua Michiel "Jos(je)" van den Berg (Den Helder, 10 augustus 1905 – Den Haag, 14 november 1978) was een Nederlands kunstschilder, tekenaar en etser.

## Biografie
Van den Berg studeerde van 1929 tot 1935 aan de Koninklijke Academie van Beeldende Kunsten. Van den Berg heeft hier les gekregen van onder anderen Henk Meijer.
In 1932 kreeg hij een beurs van het Klinkenberg-fonds, waardoor hij naar Toulon-Hyères in Frankrijk reisde. Hier heeft hij enkele werken op papier en doek zetten. Tegelijkertijd heeft hij tot vier keer toe een gratificatie van Koninklijke Subsidie gekregen. In 1937 won hij de eerste prijs in de wedstrijd van het Vigelius-legaat bij de KABK.
In 1956 ontving hij de Jacob Hartog Prijs. In zowel Nederland als het buitenland heeft Van den Berg tentoonstellingen gehad. In 1964 ontwierp hij een postzegel voor de PTT.
Van den Berg hield zich bezig met schilderen, tekenen ( met potlood, crayon, pen en houtskool), etsen en hout - en linosnijden. Vaak voorkomende genres die hij beoefende waren: naakten, stillevens, landschapsgezichten en portretten. Zijn stijl viel in het modern-realistische vlak.
In Den Haag was Van den Berg een opvallende verschijning: hij, als persoon met een groeistoornis, reed door de stad op een aangepaste scooter. In de kunstenaarsgemeenschap was hij een bekend gezicht. Hij was lid van Pulchri Studio, Teekengenootschap Pictura en de Haagse Aquarellisten.
Na een langdurige ziekte overleed hij op 14 november 1978. Hij werd begraven in Amersfoort.
- Biografisch Portaal: 10704780
- RKD-Nederlands Instituut voor Kunstgeschiedenis: 6949
- Union List of Artist Names: 500747511